# Into the Badlands
Into the Badlands é uma série de televisão norte-americana multi-género de artes marciais, inspirada na fábula chinesa Journey To The West. Produzida pela AMC, com Daniel Wu, Orla Brady e Emily Beecham nos principais papéis, estreou em Novembro de 2015. A segunda temporada foi renovada pela AMC e estreou em 19 de março de 2017. Em 25 de abril de 2017, a série foi renovada mais uma vez e a terceira temporada de 16 episódios estreou em 22 de abril de 2018. Into the Badlands acabou sendo cancelada pela AMC em 9 de fevereiro de 2019, após três temporadas, e seu episódio final foi exibido em 6 de maio de 2019.

## Premissa
Em um mundo pós-apocalíptico aproximadamente 500 anos no futuro, uma guerra deixou a civilização em ruínas. Em um território conhecido como Badlands, abrangendo vários estados localizados entre as Montanhas Rochosas e o Rio Mississippi, uma sociedade feudal se desenvolveu e é governada por oito barões que proibiram o uso de armas de fogo. Cada barão é servido por uma enorme força de trabalho de escravos chamados Cogs, bem como uma classe de prostitutas chamadas de Dolls. Cada barão também tem seu exército pessoal de Clippers, matadores formidáveis que são capitaneados por um clipper regente. Um desses regentes é Sunny, um grande guerreiro que acaba conhecendo um jovem rapaz chamado M. K., possuído de um dom feroz que atraí o interesse da Viúva, uma baronesa que pretende usá-lo como arma e derrotar os outros barões. Com uma iminete guerra se aproximando, Sunny decide tentar sair das Badlands com sua amada Veil, assim como tentar ajudar o jovem rapaz a voltar para sua terra natal de Azra.

## Elenco e personagens

### Principal
- Daniel Wu como Sunny, um regente (clipper) do barão mais poderoso de Badlands, Quinn. Apesar de ser um homem convicto, é muito leal a Quinn. Muito habilidoso e proficiente em vários estilos e armas, ele é considerado um dos clippers mais mortíferos das Badlands.
- Orla Brady como Lydia, a primeira esposa de Quinn, que é sua crítica mais feroz e seguidora mais dedicada. Ela faz parceria com a Viúva e se torna sua vice-governante e assume a mansão de Quinn. Ela adota um cavalo como seu símbolo baronial, mostrado em branco em uma faixa verde, e continua a produzir papoulas.
- Sarah Bolger como Jade, a nova esposa de Quinn, cujo comportamento sedutor esconde um núcleo de ambição e tenacidade que ela usa para manipular os outros. Mais tarde, ela se casa com seu enteado, Ryder, após a suposta morte de Quinn. (temporadas 1–2)[8]
- Aramis Knight como M.K., um adolescente aparentemente comum que é tudo menos isso. Espreitando dentro dele está uma energia obscura que a Viúva quer aproveitar em uma arma.
- Emily Beecham como Minerva, mais conhecida como A Viúva, a mais nova baronesa de Badlands; uma brilhante artista marcial. Ela adotou uma borboleta de asas azuis como seu símbolo baronial, mostrado em amarelo em uma bandeira azul clara. Representa uma transformação da insignificância para a beleza e o poder. Seu território produz petróleo bruto.
- Oliver Stark como Ryder, único filho de Quinn e herdeiro presumido. Ryder mais tarde assume o cargo de barão após a suposta morte de seu pai, juntamente com o casamento com sua madrasta, Jade. (temporadas 1–2)[8]
- Madeleine Mantock como Veil, uma médica que está em um relacionamento secreto com Sunny. (temporadas 1–2)[8]
- Ally Ioannides como Tilda, uma assassina adolescente bem treinada nas artes marciais, ela é a filha adotiva da Viúva e mais tarde se torna sua regente. No final da 2ª temporada, ela abandonou a causa de Minerva e começou um bando de bandidos renegados na 3ª temporada que roubam suprimentos preciosos em Badlands sob o pseudônimo de seu líder chamado "Coelho de Ferro".
- Marton Csokas como Quinn,[9] o proeminente barão de Badlands e um ex-clipper. Seu símbolo baronial é um tatu mostrado em branco em uma bandeira marrom. Seu território produz papoula, que são colhidas para obter ópio. (temporadas 1–2)[8]
- Nick Frost como Bajie,[10] um intrigante com moral questionável que se encontra aliado com Sunny. (temporada 2–3)[8]
- Babou Ceesay como Pilgrim, um auto-intitulado "Filho de Azra". Ele é o líder dos Totemistas, adoradores que estão com ele para recriar Azra nas Terras Ermas. Pode controlar aqueles com o Dom, incluindo Nix, Castor e M.K. Seu nome verdadeiro é Taurin e ele é um dos últimos sobreviventes de Azra ao lado de Sunny e Kannin. (temporada 3)[11]
- Lorraine Toussaint como Cressida, alta sacerdotisa de Pilgrim e seus seguidores (temporada 3)[12]
- Ella-Rae Smith como Nix, um membro dos seguidores de Pilgrim que tem o Dom. Ela é amiga íntima de Castor (temporada 3)[11]
- Sherman Augustus como Nathaniel Moon, um ex-clipper que luta com honra, em busca de seu 1000º assassinato. Lutou contra o Sunny; depois que ele perdeu, queria ser morto, mas perdeu a mão. Ele se torna o regente da Viúva e tem a tarefa de rastrear Sunny (temporada 1; principal na temporada 3)[11]

### Recorrente
- Mike Seal como Petri, um dos clippers de Quinn. (temporada 1)
- Stephen Lang como Waldo, um ex-regente paraplégico servindo sob Quinn (temporada 1) e a Viúva (temporada 2)
- Teressa Liane como Angélica, uma prostituta e espiã leal à Viúva. (temporada 1)
- Edi Gathegi como Barão Jacobee, que tem uma aliança com Quinn. Suas cores baroniais são um padrão de xadrez azul e verde. (temporada 1)
- Lance E. Nichols como o Rei do Rio, um importador e exportador de mercadorias e Cogs (servos contratados) para cima e para baixo do rio através das Badlands. (temporada 1,3)
- Lance Henriksen como Penrith, pai de Lydia e líder de uma comuna religiosa totemista. (temporadas 1-2)
- Cung Le como Cyan, chefe Abbott que viaja com seus companheiros Abbotts, Ramona e Dury, procurando por aqueles que têm habilidades. (temporadas 1-2)
- Eve Connolly como Ava, uma instrutora de luta que trabalha com M.K. (temporada 2)
- Stephen Walters como o Engenheiro, chefe dos catadores (mineiros) nas Minas de Bordeaux. (temporada 2)
- Chipo Chung como a Mestre, líder dos Abbotts que treina M.K., ensinando-o a controlar suas habilidades (temporada 2–3)
- Maddison Jaizani como Odessa, uma ex-Doll que se torna uma das Butterflies da Viúva, e mais tarde é amante de Tilda. (temporada 2-3)
- Eleanor Matsuura como Baronesa Juliet Chau, que quer Quinn morto. Ela adotou uma raposa como seu símbolo baronial, mostrado em preto em uma faixa de cor creme. Sua cor baronial é principalmente branca. (temporada 2-3)
- Dean-Charles Chapman como Castor, um membro dos seguidores de Pilgrim que tem o Dom. É amigo de Nix. (temporada 3)[11]
- Lewis Tan como Caio Chau, irmão de Juliet Chau que tem história de infância com Minerva. (temporada 3)[11]
- Thom Ashley como Eli, um lutador novato que possui o Dom. É amigo de M.K. (temporada 3)
- Sophia Di Martino como Lily, uma contrabandista e ex-esposa de Bajie. (temporada 3)
- Eugenia Yuan como Kannin, irmã de Sunny e membro da Black Lotus. (temporada 3)

## Episódios
| Temporada | Temporada | Episódios | Episódios | Originalmente exibido  | Originalmente exibido  |
| Temporada | Temporada | Episódios | Episódios | Estreia da temporada   | Final da temporada     |
| --------- | --------- | --------- | --------- | ---------------------- | ---------------------- |
|           | 1         | 6         | 6         | 15 de novembro de 2015 | 20 de dezembro de 2015 |
|           | 2         | 10        | 10        | 19 de março de 2017    | 21 de maio de 2017     |
|           | 3         | 16        | 16        | 22 de abril de 2018    | 6 de maio de 2019      |

### Temporada 1 (2015)
| N.º na série | N.º na temp. | Título                                                         | Dirigido por | Escrito por                                        | Exibição original      | Audiência (milhões) |
| --- | ------------ | -------------------------------------------------------------- | ------------ | -------------------------------------------------- | ---------------------- | ------------------- |
| 1 | 1            | "The Fort" "O Forte" (BR)                                      | David Dobkin | Alfred Gough & Miles Millar                        | 15 de novembro de 2015 | 6.39                |
| O Regente Sunny, um lutador altamente habilidoso e o mais mortífero "Clipper" do Barão Quinn luta contra os Nômades para resgatar um rapaz misterioso chamado M.K. que guarda um segredo obscuro sobre seu passado. Mas quando ele o traz de volta ao Forte para treinar como um "Colt", um Clipper em treinamento, as coisas rapidamente saem do controle com outro colt. Quando se fere, M.K. perde o controle de si mesmo como se algo tomasse conta de seu corpo, tornando o menino valioso para uma baronesa adversária, A Viúva. Enquanto isso, Sunny descobre que o pingente de M.K. tem a mesma imagem de sua bússola de infância de um lugar chamado Azra, a casa do menino. Para descobrir a verdade sobre seu passado, Sunny quer saber mais sobre esta cidade além das Badlands, e deve encontrar uma saída, especialmente agora que sua amante Veil está ilegalmente grávida de seu filho. |              |                                                                |              |                                                    |                        |                     |
| 2 | 2            | "Fist Like a Bullet" "Punho Igual uma Bala" (BR)               | David Dobkin | Alfred Gough & Miles Millar                        | 22 de novembro de 2015 | 4.83                |
| Depois de vagar pelo território da Viúva, M.K. conhece a filha da Viúva, Tilda, a quem ele segue para se refugiar na mansão de sua mãe. Mas acaba sendo um lugar perigoso, pois ela quer usar seu poder sombrio para derrubar os outros barões. Enquanto isso, depois que as dores de cabeça de Quinn são diagnosticadas por seu médico de longa data como um tumor, ele não tem muito tempo de vida. Ele quer manter a notícia em segredo, então ele ordena que Sunny "silencie" o médico e sua esposa, os pais de Veil, que sabem sobre seu bebê ainda não nascido. No entanto, Sunny se recusa e Quinn os mata ele mesmo, e dá a ele uma segunda chance de testar sua lealdade. Mais tarde, quando Sunny e Ryder são atacados pelos nômades da Viúva, M.K. salva a vida de Sunny e concorda em mostrar-lhe a saída das Badlands. Mas Sunny tem uma condição; ele vai trazer M.K. de volta ao Forte para treinamento para que ele possa ser forte o suficiente para contrabandear Veil e o bebê para fora. |              |                                                                |              |                                                    |                        |                     |
| 3 | 3            | "White Stork Spreads Wings" "Cegonha Branca Abre as Asas" (BR) | David Dobkin | Alfred Gough, Miles Millar & Justine Juel Gillmer  | 29 de novembro de 2015 | 5.17                |
| Quinn busca vingança contra A Viúva e paga o preço com a perda de muitos Clippers em seu ataque surpresa. M.K. foge dos Colts para roubar o livro sobre Azra no escritório da Viúva, onde Tilda o vê. Sunny começa a treinar M.K., mas ele deve primeiro aprender a disciplina, especialmente quando ele subestima Waldo (um ex-regente) durante uma luta, porque Waldo usa uma cadeira de rodas. À medida que a vida de Ryder está prestes a acabar, Jade procura desesperadamente a ajuda de Veil, que relutantemente, mas com sucesso, o trata. Mas isso resulta em Quinn saber sobre ela e o relacionamento de Sunny. Para que Quinn forme uma aliança com Jacobee, o barão que menos o odeia, Sunny deve se reunir com Zypher, a regente de Jacobee para marcar uma reunião. M.K. traz o livro para Veil para ser traduzido, mas está em um idioma que ela não reconhece. Enquanto M. K. se esconde, Veil é interrompido por Quinn que quer que ela o salve de sua doença mortal. |              |                                                                |              |                                                    |                        |                     |
| 4 | 4            | "Two Tigers Subdue Dragons" "Dois Tigres Dominam Dragões" (BR) | Guy Ferland  | Alfred Gough, Miles Millar & Michael Jones-Morales | 6 de dezembro de 2015  | 2.42                |
| Sunny precisa descobrir como controlar o poder de M.K., especialmente quando ele é nocauteado por um único soco. Jade se prepara para seu casamento e, seguindo o conselho de Lydia, ela interrompe seu relacionamento com Ryder, que se sente quebrado e traído. Sunny descobre que Veil tem ajudado M.K. traduzir o livro de Azra e tratar Quinn de seu tumor. Mais tarde, Quinn define uma reunião com o Barão Jacobee para ajudá-lo a derrotar A Viúva depois que ela decapitou um de seus Clippers. Ambos os barões se encontram na Cidade dos Mortos em Cross Bend, onde surgem problemas. M.K. espia uma Tilda disfarçada e dá perseguição e eles lutam. Tilda o corta, liberando a escuridão do rapaz que só ela consegue pará-lo. Ryder é recrutado por Zypher, que está trabalhando secretamente para a Viúva para se juntar à causa deles para iniciar uma guerra. Waldo concede a Sunny uma audiência com o Rei do Rio, importador de mercadorias e cogs, para reservar uma passagem para fora de Badlands. No entanto, o Rei do Rio exige a cabeça de M.K. como pagamento devido a M.K. ter matado anteriormente alguns de seus Cogs. |              |                                                                |              |                                                    |                        |                     |
| 5 | 5            | "Snake Creeps Down" "Cobra Rastejante" (BR)                    | Guy Ferland  | Alfred Gough, Miles Millar & Justin Doble          | 13 de dezembro de 2015 | 2.21                |
| Sunny encontra uma direção quando usa sua bússola quebrada no recorte do livro de Azra. Depois que os campos de papoula são abandonados, Quinn tem uma enxaqueca e coloca Jade no comando para treinar Clippers como colher o ópio. A fim de procurar "o menino no Forte", A Viúva pega os cogs de Quinn, prometendo-lhes liberdade em troca de lealdade. Waldo diz a Ryder para levar o pingente de M.K. para o avô de Ryder, Penrith, um pregador, que diz que Azra é apenas uma história inventada. Veil pergunta a Quinn se ele matou os pais dela e ele diz que foi a lâmina de Sunny que acabou com a vida deles, não a dele. Quando Sunny traz Petri e seu Colt, Bale, para rastrear a Viúva e suas Butterflies, Tilda avisa M.K. que cada vez que ele é cortado, sua força vital fica mais fraca. Segue-se uma luta entre sua mãe (A Viúva) e Sunny, enquanto Bale, querendo fazer sua primeira morte, luta contra Tilda, mas encontra um final mortal quando M.K. se corta para salvá-la. |              |                                                                |              |                                                    |                        |                     |
| 6 | 6            | "Hand of Five Poisons" "Mão dos Cinco Venenos" (BR)            | Guy Ferland  | Alfred Gough, Miles Millar & Michael R. Perry      | 20 de dezembro de 2015 | 2.16                |
| Após seu fracasso em acabar com a Viúva, Quinn suspeita que Sunny é um traidor e o aprisiona. Enquanto isso, Jade acusa Lydia de tentar envenená-la, resultando em Quinn exilá-la. Sem outra escolha, Lydia retorna a Penrith e se junta à congregação de seu pai. Mais tarde, Tilda sequestra Veil, pedindo-lhe para tratar as feridas da Viúva. Veil avisa Tilda que sua mãe não a ama de verdade. Ela deixa duas garrafas de veneno e um medicamento, tornando a escolha de Tilda para matá-la ou não. Em vez disso, Tilda confronta a Viúva, que insiste que ela está tentando salvar M.K. e explica que ela já foi especial como ele. Quando M. K. escapa, Quinn o convence a se juntar às suas fileiras em troca de poupar as vidas de Tilda e Sunny; ele concorda. Sunny é libertado por Waldo e pede que ele deixe Badlands, mas ele sai em busca de M.K. No bordel Dollhouse, Quinn é emboscado por Ryder, que se juntou a Jacobee e Zypher. Quinn aciona as habilidades de M.K. e ele rapidamente elimina todos eles. Sunny aparece, empala Quinn com sua espada e tenta subjugar M.K. No entanto, três Abbotts chegam e os derrotam facilmente, revelando que eles têm as mesmas habilidades que M.K., e o levam embora. A fim de garantir o transporte para fora das Badlands, Sunny apresentou a cabeça de Bale ao Rei do Rio, para ele acreditar que a cabeça é de M.K. Mas o Rei do Rio descobre e sabe que Sunny tentou enganá-lo. O Rei do Rio o captura, com a intenção de vender Sunny ao maior lance. |              |                                                                |              |                                                    |                        |                     |

### Temporada 2 (2017)
| N.º na série | N.º na temp. | Título                                                                 | Dirigido por | Escrito por                               | Exibição original   | Audiência (milhões) |
| --- | ------------ | ---------------------------------------------------------------------- | ------------ | ----------------------------------------- | ------------------- | ------------------- |
| 7 | 1            | "Tiger Pushes Mountain" "Tigre Empurra a Montanha" (BR)                | Nick Copus   | Alfred Gough & Miles Millar               | 19 de março de 2017 | 3.44                |
| Seis meses depois, Sunny, agora um "Picker", um minerador usado para trabalho escravo, escava carvão nas Minas de Bordeaux, longe das Badlands. Ele faz amizade com Bajie, um contrabandista que está acorrentado a ele. Depois de assistir a uma luta de arena em que Pickers de baixo desempenho são executados por não cumprir sua cota, Sunny planeja escapar. Bajie adquire um mapa e quer ir com ele. Quando Sunny se recusa, Bajie entrega a verdadeira identidade de Sunny para o chefe da mina, O Engenheiro. Enquanto isso, M. K. passa por treinamento dos Abbotts sob a tutela de Ava. Mais tarde, M. K. conhece A Mestre, que promete sua liberdade se puder aprender a controlar suas habilidades e supervisiona seu treinamento. Nas Badlands, Ryder, que como Barão após a suposta morte de seu pai, controla os territórios de Quinn, Jacobee e da Viúva, ao lado de seu amor, Jade. Durante uma inspeção nos campos de petróleo, A Viúva e Tilda, agora regente, retornam. Em um ataque surpresa, eles os recuperam, matam a maioria dos Clippers de Ryder e o forçam a recuar. Eles presidem um exército crescente de ex-Cogs e Dolls, prometendo acabar com o sistema feudal das Badlands e substituí-lo por uma sociedade democrática. Tilda recruta Odessa, uma ex-doll, e mata os clippers que abusaram das dolls. Enquanto estacionado em uma estação de trem abandonada, Veil dá à luz um menino e está na companhia de Quinn, que sobreviveu ao seu ferimento causado por Sunny. |              |                                                                        |              |                                           |                     |                     |
| 8 | 2            | "Force of Eagle's Claw" "A Força da Garra da Águia" (BR)               | Nick Copus   | Matt Lambert                              | 26 de março de 2017 | 3.41                |
| Depois que Bajie trai Sunny, o Engeneiro decide que não gosta de um "rato" como um Picker, então ele os envia para a arena de luta para lutar contra seu campeão Mouse. Felizmente, a arena está desprotegida. Eles derrotam seu inimigo, chegam à saída e escapam pelo sistema de ventilação da mina. Eles se encontram nos Territórios Distantes com um muro que os separa das Badlands. Enquanto isso, Tilda aprende como ser uma regente adequada por Waldo, que está trabalhando para a Viúva. Lydia está morando com Penrith e seus totemistas. Tudo está tranquilo até que os nômades interrompem um casamento, em busca de mercadorias. Lydia se encarrega de salvar o grupo religioso matando todos os bandidos, resultando na desaprovação de seu pai devido às suas crenças não violentas. Ela é mais uma vez expulsa e retorna para Ryder, que não a recebe gentilmente. Além disso, a Mestre envia M.K. para seu quarto de espelhos para conquistar seu demônio interior; ele mesmo. Mais tarde, enquanto se esconde na estação de trânsito abandonada de West Avalon, Quinn realiza um batismo sangrento no filho de Veil, Henry, que ele proclama ser o mais novo herdeiro das Badlands. |              |                                                                        |              |                                           |                     |                     |
| 9 | 3            | "Red Sun, Silver Moon" "Sol Vermelho, Lua de Prata" (BR)               | Toa Fraser   | Michael Taylor                            | 2 de abril de 2017  | 3.11                |
| Enquanto vagam pelos Territórios Distantes, Sunny e Bajie encontram uma ponte que leva às Badlands, mas é guardada por um estranho e eles foram seguidos por caçadores de recompensas. O estranho lhes dá uma ajuda para derrotar os caçadores de recompensas e lhes dá abrigo. Eles descobrem que ele é o lendário Clipper Regente Nathaniel Moon, "Lua de Prata" que, como Sunny, deixou as Badlands para viver uma vida livre de violência. Depois que ele se apaixonou pela filha de um senhor da guerra, ele começou uma família, mas eles foram assassinados. Agora ele caça fugitivos, voltando aos seus caminhos violentos. Ele tenta convencer Sunny de que homens como eles nunca mudam. Enquanto isso, a Viúva pede a Waldo para ser seu acompanhante no conclave dos Barões em vez de Tilda, mas ela está no comando se não retornar. Veil mente para Quinn sobre seus prognósticos trocando seus raios-x por outros saudáveis. M.K. descobre que os Abbotts estão tramando algo quando seu amigo Tate é experimentado, drenando suas habilidades. Mais tarde, Lua de Prata, ainda em busca de sua milésima marca de morte, vê Sunny como um oponente digno. Ele desafia Sunny para uma luta até a morte ou para tirá-lo de seu sofrimento acabando com sua vida. Sunny continua em sua busca para encontrar sua família e não quer ser seu carrasco; Bajie vem em seu auxílio. |              |                                                                        |              |                                           |                     |                     |
| 10 | 4            | "Palm of the Iron Fox" "A Palma da Raposa de Ferro" (BR)               | Toa Fraser   | Daniel C. Connolly                        | 9 de abril de 2017  | 1.51                |
| Quinn coloca seu plano em ação para começar de novo e sai com seus Clippers. Enquanto isso, antes da cerimônia de votação do conclave, A Viúva tenta colocar a Baronesa Chau do seu lado e pensa em sua condição de prometer não abrigar mais Cogs fugitivos em seu Santuário. Mais tarde, M. K. pega um dos origamis com infusão de ópio da Mestre e volta para a sala dos espelhos, desta vez para descobrir o que aconteceu com sua mãe, mas descobre que o sangue dela está em suas mãos. Quando Quinn está fora em sua missão, Veil, presa na estação de trânsito com o solitário Clipper Edgar, tenta escapar com Henry em seus braços drogando-o, mas ele bloqueia sua única saída. Durante o conclave, os cinco Barões restantes votam decidindo que A Viúva está em violação do Tratado da Fundação, destituído-a de seu título de baronesa, e suas terras e privilégios são revogados. Eles lhe dão 48 horas para desocupar as Badlands, mas ela não tem intenção de desistir e um confronto baronial está prestes a começar. Só então, Quinn faz uma entrada dramática e vai atrás de Ryder, matando seu filho no meio de seu labirinto. No final, Tilda aparece na briga e ajuda Waldo e sua mãe em sua luta por um mundo livre de Cog. |              |                                                                        |              |                                           |                     |                     |
| 11 | 5            | "Monkey Leaps Through Mist" "O Macaco Salta Através da Névoa" (BR)     | Paco Cabezas | LaToya Morgan                             | 16 de abril de 2017 | 1.42                |
| Com Ryder morto, os outros Barões sobreviventes fugiram, indo para o subsolo. Jade, a única sucessora, é empossada como Baronesa por seu regente, Merrick, e declara guerra. Ela então pede ajuda a Lydia para encontrar Quinn. No entanto, Lydia tem uma condição; ela pede para matar Quinn. Enquanto isso, Bajie leva Sunny para Nos, o Comandante dos Mechs, ou comerciantes de metal, para trocar a espada de Lua de Prata por um atalho de volta às Badlands. Sunny descobre com o líder que Quinn ainda está vivo. Durante a pernoite, uma doll chamada Portia visita Sunny pedindo-lhe para matar Nos para que sua filha Amelia não leve uma vida de prostituição. Ele se recusa a princípio, mas depois de ver o rosto de Portia mutilado e esfaqueado, ele e Bajie roubam sua carona, trazendo mãe e filha com eles. Além disso, enquanto treinava, M.K. escapa dos Abbotts e se disfarça com roupas de um cadáver que foi enforcado nas proximidades. Mais tarde, a Viúva ignora o conselho de Waldo, para se alinhar com os outros Barões que tentaram matá-la ou perder tudo o que ela construiu, em vez disso, alinhando-se com Quinn. Lydia e os Clippers procuram Quinn, mas as portas do bunker explodem e ela perde a maioria de seus homens. Na comoção, Veil encontra seu caminho para fora da estação de trânsito e foge de Quinn, que está tendo alucinações de seu filho morto. |              |                                                                        |              |                                           |                     |                     |
| 12 | 6            | "Leopard Stalks in Snow" "O Leopardo Persegue na Neve" (BR)            | Paco Cabezas | Matt Lambert                              | 23 de abril de 2017 | 1.31                |
| Após a explosão da estação de trânsito, Lydia perde todos os seus homens e é capturada por Quinn, que lhe oferece a chance de vingar seu filho com um punhal no coração. Ao contrário de Ryder, ela não hesita, mas Quinn para a mão do golpe mortal, então tem um momento íntimo com Lydia. Enquanto isso, após sua fuga dos Mechs; Bajie e Sunny vão ao amigo curandeiro de Portia, localizado em um local de viciados em ópio, em Gasper. Veil encontra consolo temporário no Santuário da Viúva, mas a Viúva faz uma aliança profana com Quinn e entrega ela e o bebê Henry para ele. Além disso, Tilda se aproxima de Odessa contando por que ela chama Minerva de "mãe" e elas compartilham um momento íntimo testemunhado por Waldo. Mais tarde, Ava encontra M.K., que parecia ter perdido seu poder após uma briga com um nômade, deixando-o ensanguentado. Eles acampam em um hotel do Velho Mundo abandonado durante o Natal de 2024. Sunny e M.K. se reúnem, mas ele é seguido pelos três Abbotts; Cyan, Ramona e Dury, procurando a escuridão de M.K com um dispositivo Azraiano. Uma briga começa e eles são rapidamente derrotados até que Bajie aparece, revelando seu segredo de ter sido um Abbott no passado. Ava morre de seus ferimentos depois de salvar M.K. enquanto Sunny de repente desmaia de um golpe misterioso no peito. |              |                                                                        |              |                                           |                     |                     |
| 13 | 7            | "Black Heart, White Mountain" "Coração Negro, Montanha Branca" (BR)    | Stephen Fung | Michael Taylor                            | 30 de abril de 2017 | 1.42                |
| Depois que um Cyan moribundo o atacou com a mão dos Cinco Venenos, um Sunny envenenado e em coma está preso em um pesadelo no qual ele deve enfrentar seus demônios internos. No sonho, ele está vivendo uma vida simples como agricultor com Veil e Henry, que se tornou um menino. As coisas aumentam rapidamente à medida que o veneno se infiltra em seu corpo, fazendo com que todas as vítimas que ele matou, incluindo uma garota chamada Artemis, o matem. Bajie e M.K. infiltram-se no mosteiro dos Abbotts para reunir suprimentos médicos e agulhas especiais para reviver Sunny, junto com a bússola Azra de Sunny que Bajie rouba secretamente. Mais tarde, Bajie explica sua saída do mosteiro. Ele tinha um relacionamento amoroso com sua novata Pulga, que tinha habilidades sombrias semelhantes a M.K. e deseja encontrá-la. Enquanto isso, Quinn e a Viúva atacam o palácio de Jade para exilá-la das Badlands. |              |                                                                        |              |                                           |                     |                     |
| 14 | 8            | "Sting of the Scorpion's Tail" "Ferrão da Cauda do Escorpião" (BR)     | Stephen Fung | LaToya Morgan                             | 7 de maio de 2017   | 1.29                |
| Quinn e a Viúva provam sua aliança apresentando seus presentes: as cabeças do Barão Hassan e do Barão Broadmore. Enquanto isso, Bajie recebe Sunny e M.K. fora dos Territórios Distantes e através do muro para as Badlands. Mas tem um preço quando eles são capturados pelos Clippers da Baronesa Chau. No entanto, Sunny elabora um plano para tirá-los dali, propondo a Chau que ele sabe como atrair a Viúva. Ele se torna o regente de Chau, dá a Bajie a chave da cela para sua liberdade e entrega M.K. para a Viúva para encontrar o esconderijo de Quinn. A reunião de Sunny com a Viúva é sangrenta enquanto eles trabalham juntos, ao lado de M.K. e Tilda, lutando contra os Clippers. Mais tarde, Veil é forçada a se casar com Quinn para que ele possa ajudar a criar Henry, preparando-o como seu herdeiro do baronato. Sua consumação é interrompida por um relatório de que Sunny está vivo e uniu forças com a Viúva e está vindo para encontrar Quinn. |              |                                                                        |              |                                           |                     |                     |
| 15 | 9            | "Nightingale Sings No More" "O Rouxinol Não Canta Mais" (BR)           | Paco Cabezas | Justin Britt-Gibson                       | 14 de abril de 2017 | 1.56                |
| Vinte anos atrás, Bajie, como um Abbott, é encarregado de treinar uma novata que, devido ao seu poderoso "Dom", é trazida para o mosteiro em um grande baú. Ela se liberta e Bajie tem que dominá-la, e por causa de seu tamanho pequeno, ele a apelida de Pulga. No entanto, seu nome é Minerva e ela carrega o livro de Azra que está em sua família há gerações. De volta ao presente, Sunny se alia com a Viúva que oferece a ele e a M.K., agora sem suas habilidades, hospedagem em seu santuário. A Viúva planeja atacar o bunker de Quinn, mas Quinn envia seu jovem Clipper Gabriel amarrado com uma bomba suicida para entregar a Sunny uma mensagem sobre Veil, e descobre que a Viúva a trocou com Quinn. No caos da explosão, Sunny escapa e encontra Bajie, dizendo-lhe para chamar M.K. para fora e encontrá-lo no bunker. Bajie se reúne com Minerva, mas não é o reencontro que ele queria, já que ele e M.K. são capturados tentando roubar o livro de Azra. Mais tarde, Tilda confronta a Viúva sobre como ela acabou se tornando igual o resto dos barões: sedenta de poder e sacrificando vidas inocentes. As duas lutam, e Tilda é derrotada. |              |                                                                        |              |                                           |                     |                     |
| 16 | 10           | "Wolf's Breath, Dragon Fire" "Respiração de Lobo, Fogo de Dragão" (BR) | Paco Cabezas | Alfred Gough, Miles Millar & Matt Lambert | 21 de maio de 2017  | 1.37                |
| Enquanto M. K. permanece nas garras da Viúva forçando-o a recuperar seu Dom, Odessa liberta Bajie e uma Tilda ferida do cativeiro com a ajuda de Waldo. Bajie ajuda Sunny em seu ataque ao bunker de Quinn. Durante o ataque, Bajie é ferido por um dos tenentes de Quinn antes de desaparecer, e Lydia é salva da execução. Enquanto isso, Sunny se reúne com Veil e trava uma batalha final com Quinn. Gravemente ferido, Quinn agarra Veil e tenta levá-la como refém e lhe dá um ultimato; ou Sunny lhe dá Henry ou ele vai matar Veil. Recusando-se a deixar Quinn ter a vantagem, Veil fatalmente empala a si mesma e Quinn. Com seu último suspiro, Veil implora a Sunny que crie seu filho para ser bom. Mais tarde, um Bajie ferido monta a motocicleta de Sunny para uma torre de comunicações abandonada e a reativa com a bússola de Azra, enviando um código Morse antes de desmaiar de sua facada. |              |                                                                        |              |                                           |                     |                     |

### Temporada 3 (2018-19)
| N.º na série | N.º na temp. | Título                                                                 | Dirigido por   | Escrito por                               | Exibição original   | Audiência (milhões) |
| --- | ------------ | ---------------------------------------------------------------------- | -------------- | ----------------------------------------- | ------------------- | ------------------- |
| 17 | 1            | "Enter the Phoenix" "Entre na Fênix" (BR)                              | Paco Cabezas   | Matt Lambert                              | 22 de abril de 2018 | 1.35                |
| Já se passaram seis meses desde que Sunny voltou para Badlands, que agora está devastada por uma guerra civil entre as duas únicas baronesas restantes: A Viúva e Chau. Sunny se reúne com Bajie para buscar uma cura para seu filho Henry, que tem O Dom. Enefaa "Ene Baba" e Tilda, conhecida como "Coelho de Ferro", e seu bando de ladrões estão roubando da Viúva e protegendo Lydia em um acampamento totemista. Enquanto isso, M. K. está sendo mantido em cativeiro pela Viúva que está tentando restaurar seu poder. Ela também recruta Moon, que está escondido após sua luta com Sunny, que o deixou com uma mão. |              |                                                                        |                |                                           |                     |                     |
| 18 | 2            | "Moon Rises, Raven Seeks" "A Lua Sobe, o Corvo Procura" (BR)           | Paco Cabezas   | Matt Lambert                              | 29 de abril de 2018 | 1.27                |
| Depois de receber o sinal de Bajie, Pilgrim, o autodenominado "filho de Azra", junto com seus Acólitos, percorre um longo caminho em busca de um novo reino nas Badlands. Eles encontram tal lugar em um castelo em ruínas em uma ilha, que contém um museu de história natural. Moon se junta a Viúva como seu regente e tem a tarefa de encontrar Bajie, que é vital no esforço de guerra. Sunny descobre que ele passou o dom para seu filho Henry. Ele e Bajie procuram a ajuda de Lydia, que lhes conta sobre Ankara, a Bruxa Louca que processa o conhecimento sobre os Sombrios. Querendo respostas, eles partiram para o norte para sua localização em Pico do Abutre. Mais tarde, A Viúva luta para controlar M.K. que tenta se matar com ópio. Ela exige a cabeça do Coelho de Ferro, sem perceber que sua adversária é Tilda. |              |                                                                        |                |                                           |                     |                     |
| 19 | 3            | "Leopard Snares Rabbit" "Coelhos nas Armadilhas do Leopardo" (BR)      | Toa Fraser     | Michael Taylor                            | 6 de maio de 2018   | 0.97                |
| Moon invade o campo de refugiados de Tilda com ordens para capturar o Coelho de Ferro e faz Odessa como refém para atraí-la. Lydia decide jogar em ambos os lados e se alia com a Viúva como sua vice-governante e ela assume a mansão de Quinn. Enquanto isso, disfarçados como os Clippers da Viúva, Sunny e Bajie vão para a linha de frente e deixam Henry com um curandeiro enquanto encontram uma saída da zona de guerra para procurar uma cura. Tilda confronta sua mãe e faz um acordo de que ela voltará em troca da liberdade de M.K. Enquanto isso, M.K. recupera seu Dom. |              |                                                                        |                |                                           |                     |                     |
| 20 | 4            | "Blind Cannibal Assassins" "Assassinos Cegos e Canibais" (BR)          | Toa Fraser     | Michael Taylor                            | 13 de maio de 2018  | 1.20                |
| Enquanto viajam pela Wasteland, Sunny e Bajie enfrentam um bando de canibais cegos. Eles são ex-Clippers renegados que foram rastreados e cegados pelas forças de Quinn, que incluíam Sunny quando ele era um Colt. Eles unem forças com Moon, que também foi capturado pelos assassinos, e sua honra é satisfeita quando ele poupa Sunny por causa de seu filho. A Baronesa Chau convoca seu irmão preso, Gaius, para prender Pilgrim, que está recrutando Cogs de seu território. Enquanto isso, A Viúva e Lydia tentam fazer amizade com Pilgrim e salvar sua vida no processo durante o ataque de Chau. Mais tarde, M. K. sai em fuga, com a intenção de matar Sunny, acreditando que ele assassinou sua mãe. |              |                                                                        |                |                                           |                     |                     |
| 21 | 5            | "Carry Tiger to Mountain" "Leve O Tigre Para A Montanha" (BR)          | James Marshall | LaToya Morgan                             | 20 de maio de 2018  | 1.08                |
| Sunny e Bajie chegam ao Pico do Abutre e procuram ajuda da bruxa reclusa Ankara, que cura temporariamente a escuridão de Henry. Ela diz a Sunny que alguém poderoso dissipou seu Dom quando criança e, ao fazê-lo, fez dele um Catalisador, de onde o dom sombrio flui através dele. Ela também declara que Sunny pode ser o mais poderoso de todos. Nix salva M.K. na floresta, e mais tarde ele conhece Pilgrim, que quer usar seus poderes para inaugurar uma nova era de sangue e caos em nome de Azra. A Viúva confronta Gaius, irmão de Chau e um conhecido de seu passado quando ela serviu seu pai como Cog de Chau. Ele concorda em ajudar a combater os Clippers de sua irmã que, junto com Castor, saquearam o campo de refugiados de Tilda. |              |                                                                        |                |                                           |                     |                     |
| 22 | 6            | "Black Wind Howls" "Uivos do Vendo Negro" (BR)                         | James Marshall | Evan Endicott & Josh Stoddard             | 3 de junho de 2018  | 0.92                |
| Enquanto caminham por uma parte desagradável das Badlands cheia de piratas e ladrões, Sunny e Bajie conhecem Lily, a ex-mulher de Bajie que se tornou contrabandista. Ela relutantemente concorda em levá-los em seu barco para encontrar a nova Azra. Durante a noite, Sunny tem visões de si mesmo como um menino a bordo do barco de Lily que pertenceu ao Rei do Rio. Eles logo encontram o Rei do Rio buscando suas recompensas, mas formam uma aliança temporária. Tilda se junta à mãe depois que Chau levou alguns refugiados e as duas se encontram com Pilgrim. A Viúva dá a Pilgrim seu cativo, o ferido Castor, como oferta de paz. No entanto, com M. K. agora do lado de Pilgrim, Pilgrim consola Castor e depois o mata quebrando seu pescoço. |              |                                                                        |                |                                           |                     |                     |
| 23 | 7            | "Dragonfly's Last Dance" "Última Dança da Libélula" (BR)               | Paco Cabezas   | LaToya Morgan                             | 10 de junho de 2018 | 1.06                |
| Sunny e Bajie trabalham com o Rei do Rio para garantir a passagem para a fortaleza de Pilgrim. No entanto, Sunny descobre que quando criança ele estava em um barco que foi atacado pelo Black Lotus, um grupo de guerreiros temíveis que o procuravam. Sunny procura o capitão Udo, o último sobrevivente que lhe conta sobre o massacre e que ele tinha uma irmã que o protegia. Enquanto isso, a Viúva enfrenta um motim de suas Butterflies e Bowlers que estão cansados de sacrificar a vida na guerra com a Baronesa Chau. Sob a liderança de Wren, um ex-bowler, eles mantêm ela e Gaius em cativeiro. No entanto, Lydia negocia um armistício com os vira-casacas e procura Moon e Tilda para resgatá-los. De volta ao rio, quando o Rei do Rio tenta vender Sunny para o Black Lotus, Sunny o mata e Lily assume o controle para se tornar a Rainha do Rio. |              |                                                                        |                |                                           |                     |                     |
| 24 | 8            | "Leopard Catches Cloud" "O Leopardo Pega a Nuvem" (BR)                 | Paco Cabezas   | Matt Lambert                              | 17 de junho de 2018 | 0.89                |
| Sunny e Bajie chegam à Fortaleza do Pilgrim, mas não recebem uma recepção calorosa. Sunny luta contra um irritado M.K. que o faz lembrar que ele matou sua mãe como um Clipper. Depois de sobreviver à confusão, Sunny conhece Pilgrim e descobre por ele que seu nome verdadeiro é Sanzo e, para curar seu filho, eles devem abrir a Câmara Meridiana, um antigo cofre subterrâneo do Velho Mundo que os acólitos de Pilgrim desenterraram recentemente. Bajie descobre que eles querem fazer um exército de Sombrios para uma nova Azra, mas Sunny sente que não tem escolha até que Henry seja curado. Pilgrim explica que Sunny é a chave para desbloquear o poder de Azra e então cura Henry transferindo o Dom da criança para si mesmo. Mais tarde, A Viúva, Gaius e Tilda invadem o Osso Branco, a mansão de Chau enquanto Moon luta contra suas tropas e Lydia mantém a linha contra um contra-ataque. |              |                                                                        |                |                                           |                     |                     |
| 25 | 9            | "Chamber of the Scorpion" "Câmara do Escorpião" (BR)                   | Wayne Yip      | Evan Endicott & Josh Stoddard             | 24 de março de 2019 | 1.25                |
| A Viúva é levada para a Montanha pela Mestre, que mostra que, embora estejam lutando em batalhas diferentes, elas devem trabalhar juntas para derrotar Pilgrim, que recebeu o dom de Henry. Enquanto isso, com Henry curado, Sunny decide deixar a fortaleza de Pilgrim e liberta Bajie, que foi mantido prisioneiro. Gaius e Tilda descobrem que Chau está viva, mas não encontram vestígios da Viúva. Acreditando que agora é um deus, Pilgrim transfere o Dom para oito de seus seguidores, que ele agora chama de Arautos de Azra. Bajie mata um de seus Arautos de olhos escuros em uma luta pela sobrevivência e Sunny o ajuda a escapar. Mais tarde, Sunny destrói a Câmara Meridiana, mas é pego pelo vingativo M.K. que o leva ao Pilgrim. Pilgrim impiedosamente ataca Sunny com seus novos poderes e depois o joga por uma janela na água bem abaixo. |              |                                                                        |                |                                           |                     |                     |
| 26 | 10           | "Raven's Feather, Phoenix Blood" "Pena de Corvo, Sangue de Fênix" (BR) | Wayne Yip      | Michael Taylor                            | 25 de março de 2019 | 0.59                |
| Depois de concordar em ajudar a Mestre a salvar o mundo de Pilgrim, a Viúva fica inconsciente e enviada em busca de recuperar seu "presente". Esta visão se passa em uma realidade alternativa onde a Viúva é um baronesa conhecida como a Fênix vestida de carmesim que governa as Baslands com um punho mortal. Com Gaius Chau como seu braço direito, ela tenta localizar um misterioso barão chamado O Corvo, que na verdade é a própria Viúva. Segue-se uma batalha, que é uma manifestação da Viúva reconciliando os lados claro e escuro de sua personalidade. Enquanto isso, Sunny sobrevive à batalha com Pilgrim e se esconde em uma loja de departamentos abandonada. Ele é encontrado por Nix, que veio para questionar a "causa" de Pilgrim e ela o ajuda a sobreviver em uma luta contra os Arautos perseguidores. |              |                                                                        |                |                                           |                     |                     |
| 27 | 11           | "The Boar and the Butterfly" "O Javali e a Borboleta" (BR)             | Tricia Brock   | Matt Lambert & Stephanie Hicks            | 1 de abril de 2019  | 0.61                |
| Nix ajuda Sunny em seu esconderijo temporário na loja abandonada e ela concorda em ajudá-lo a encontrar Ankara, a Bruxa Louca. M.K. aparece, mas eles levam a melhor sobre ele e escapam. Tilda e Gaius invadem a fortaleza de sua mãe, e Tilda mata brutalmente a mãe de Gaius. A Mestre reúne a Viúva e Bajie, que têm um confronto terapêutico. Ankara é encontrada ferida pela Black Lotus e levada para uma cidade próxima por Sunny e Nix. Bajie e a Viúva chegam à cidade onde uma briga começa entre Sunny e a Viúva. Pilgrim e seus Araudos vão ao Mosteiro para conseguir mais recrutas para seu exército de Sombrios, de acordo com as informações de M.K. |              |                                                                        |                |                                           |                     |                     |
| 28 | 12           | "Cobra Fang, Panther Claw" "Dente de Cobra, Garra de Pantera" (BR)     | Tricia Brock   | Evan Endicott & Josh Stoddard             | 8 de abril de 2019  | 0.41                |
| Pilgrim e seus Arautos chegam ao Mosteiro e lutam contra os abades, acabando com eles. Uma briga começa entre Pilgrim e a Mestre quando ela se recusa a desistir dos "sombrios que ela colocou para dormir". Pilgrim consegue a vantagem ao desligar o dom da Mestre, mas a poupa. Pilgrim e M.K. encontram o segredo para acordar os adormecidos. Sunny, Bajie, a Viúva e Nix transportam Ankara, a Bruxa Louca, de volta ao Mosteiro enquanto o Black Lotus os rastreia. A Viúva sai para encontrar Tilda e Gaius quando Ankara mostra a ela uma visão deles sendo torturados, e Nix aparece. Tilda e Gaius vão para o local onde a Baronesa Chau se escondeu em um circo abandonado, mas é uma armadilha e Chau tortura os dois para obter informações. A Viúva enfrenta o Baronesa Chau, decapitando-a no final de sua luta para salvar Tilda e Gaius. O Black Lotus junto com Ankara chegam a um celeiro que Bajie e Sunny estão e os atacam. Ankara diz a Sunny que ele precisa de sua irmã para derrotar Pilgrim. Sunny e Bajie ficam incapacitados e Ankara é morta. Eles levam Sunny, mas quando Bajie acorda, ele é esfaqueado no abdômen e dá seus últimos suspiros. |              |                                                                        |                |                                           |                     |                     |
| 29 | 13           | "Black Lotus, White Rose" "Lótus Negro, Rosa Branca" (BR)              | Miles Millar   | Alfred Gough & Miles Millar               | 15 de abril de 2019 | 0.40                |
| Sunny é levada para uma grande prisão chamada Cume da Navalha, que é um posto avançado do Black Lotus. Magnus diz a Sunny que Bajie está morto antes que sua irmã saia das sombras. Ela está com o Black Lotus e não está morta como Ankara lhe disse. Sunny não acredita nela até que ela toca sua testa para desbloquear algumas de suas memórias. O nome dela é Kannin. É mostrado um jovem Sunny e um jovem Pilgrim treinando juntos, em Azra. Magnus diz que os "sombrios" foram os que destruíram o velho mundo. O jovem Sunny e o jovem Pilgrim recebem seus pingentes de Azra como os guardiões de Azra. O pai de Sunny então recebe uma mensagem e leva Sunny com ele para o pátio onde três membros do Black Lotus estão de joelhos. Quando eles não falam nada, o pai de Sunny fica sombrio e mata dois deles. Ele então coloca um cronômetro em uma pedra e diz a Sunny que, se ele não contar a eles como chegou lá antes que o tempo acabe, Sunny deve matá-lo. Ele diz ao jovem Sunny que matar é seu destino quando o menino diz que não quer fazer isso. Enquanto isso, Ankara não está completamente morta, pois ela usa seus últimos poderes para reviver Bajie. Pilgrim está sangrando pelos olhos por usar o dom. Ele dá as boas-vindas aos novos recrutas que estavam dormindo.                                                         |              |                                                                        |                |                                           |                     |                     |
| 30 | 14           | "Curse of the Red Rain" "A Maldição da Chuva Vermelha" (BR)            | Miles Millar   | Michael Taylor                            | 22 de abril de 2019 | 0.65                |
| Cressida confronta Lydia e Moon sobre sua falha em cumprir seu pedido. A Viúva enfia uma espada em sua garganta e a reivindica como prisioneira. De volta ao Mosteiro, Bajie descobre que Pilgrim acordou os adormecidos, e Sunny agora está preocupado em voltar para Henry. Kannin diz a eles que ela conhece um caminho de volta para Badlands, mas Bajie não tem certeza se confia nela. Sunny insiste que eles devem ir. A notícia chega a Pilgrim de que Cressida foi levada e ele está pronto para entrar em pé de guerra. Minerva (A Viúva) está grávida. Cressida, de sua cela, realiza um ritual de sangue e grandes nuvens vermelhas de tempestade aparecem e chovem sangue por todo o forte. Sunny, Bajie e Kannin chegam ao final de sua trilha e chegam ao mar. Kannin mentiu para eles e pede que eles saiam. Sunny e Bajie a deixam com Sunny querendo recuperar Henry. Cressida mata Lydia. |              |                                                                        |                |                                           |                     |                     |
| 31 | 15           | "Requiem for the Fallen" "Réquiem para os Caídos" (BR)                 | Paco Cabezas   | Matt Lambert                              | 29 de abril de 2019 | 0.50                |
| As forças restantes de Pilgrim invadem o complexo da Viúva e ele decapita Nix. Kannin tenta fazer Cressida reconhecer que o dom roubado de Pilgrim corrompeu sua alma e o deixou louco. Pilgrim rouba o dom de Kannin, deixando-a incapaz de derrotá-lo ou restaurar o dom de Sunny. No entanto, Cressida olha para o futuro e descobre um mundo morto que Pilgrim chama de sua nova Azra antes de matá-la. A Viúva descobre que está grávida de Gaius e pondera se deve ou não manter a criança enquanto M.K., fortemente marcado pela explosão, torna-se vingativo em relação à Viúva. Para lutar contra Pilgrim, Sunny, Bajie e Gaius tentam recrutar o Black Lotus, mas Magnus se recusa e inicia uma luta. Com a ajuda de Kannin, o Black Lotus é derrotado e Kannin quebra o pescoço de Magnus antes de exigir que os soldados do Black Lotus se junte a eles. |              |                                                                        |                |                                           |                     |                     |
| 32 | 16           | "Seven Strike as One" "Sete Ataques em Um" (BR)                        | Paco Cabezas   | Alfred Gough, Miles Millar & Matt Lambert | 6 de maio de 2019   | 0.46                |
| Pilgrim promove sua cruzada, agora determinando que qualquer um que recusar o dom morrerá. Assustada com sua visão e desiludida com a crescente insanidade de Pilgrim, Cressida pega os pergaminhos sagrados e foge, escapando por pouco de um atentado de Moon a sua vida. Enquanto Sunny, Bajie, Kannin e o Black Lotus atacam a fortaleza do Pilgrim, a Viúva, Tilda e Gaius tentam destruir a Câmara Meridiana, mas são confrontados por um vingativo M.K. Depois de M. K. inadvertidamente ferir gravemente Tilda, a raiva da Viúva reativa seu dom e ela mata M.K. antes que ela e Gaius explodam a câmara enquanto saem para buscar a ajuda para Tilda. O exército de Pilgrim é derrotado, mas ele prova ser mais do que páreo para Sunny, Bajie e Kannin. Depois que Sunny é mortalmente ferido, os três se unem para finalmente derrotar Pilgrim, que é morto por Sunny antes de morrer. No reino entre a vida e a morte, Sunny é recebido pela Mestre que revela que o próprio dom de Sunny foi reativado em seus últimos momentos e o trará de volta no tempo certo. No entanto, a Mestre alerta para uma ameaça maior do que Pilgrim que está surgindo, uma que é mais poderosa e insidiosa do que qualquer humano. Nas ruínas da Câmara Meridiana, Eli, um dos amigos de M.K., descobre uma arma do velho mundo: uma arma de fogo que ele testa. |              |                                                                        |                |                                           |                     |                     |

## Produção

### Desenvolvimento
Em 11 de julho de 2014, foi anunciado que a AMC encomendou uma série de artes marciais de seis horas de duração originalmente intitulada Badlands criada por Al Gough e Miles Millar, para estrear no final de 2015 ou 2016. A série é vagamente baseada no clássico conto chinês Jornada para o Ocidente e inspirado no Shogun Assassin (1980). Levando isso em consideração, Gough disse: "É uma mistura de muitas coisas que amávamos como fãs que queríamos ver em um programa de TV", e seria definido "após a queda de nossa civilização", e brincou que isso é "depois que todos os zumbis morreram", referindo-se à outra série de sucesso da AMC, The Walking Dead. Os criadores decidiram definir a série no futuro onde as armas não existem mais, com o raciocínio de Gough: "Como diabos você pode fazer artes marciais realmente boas quando todo mundo tem armas?"
A AMC renovou o show para uma segunda temporada de 10 episódios, que estreou em 19 de março de 2017. Em 25 de abril de 2017, a AMC renovou a série para uma terceira temporada de 16 episódios, programada para estrear em 22 de abril de 2018. Em 9 de fevereiro de 2019, a emissora cancelou a série após três temporadas.

### Escolha de elenco
Em 19 de agosto de 2016, Nick Frost se juntou ao elenco principal da segunda temporada como Bajie, um homem com moral questionável e novo aliado de Sunny.
Em meados de agosto de 2017, foi anunciado que Lorraine Toussaint havia se juntado ao elenco principal da terceira temporada, interpretando Cressida, uma profetisa e mentora de Pilgrim.
Em 26 de setembro de 2017, foi anunciado que Sherman Augustus, Babou Ceesay, Ella Rae-Smith fariam parte do elenco principal para a terceira temporada, com Augustus promovido a principal após aparecer na segunda temporada como convidado, enquanto Ceesay e Smith interpretariam Pilgrim, líder dos Totemists e Nix, seguidora de Pilgrim, e aparições recorrentes de Dean-Charles Chapman e Lewis Tan como Castor e Gaius Chau, respectivamente.
A maioria dos membros do elenco tinha pouco ou nenhum conhecimento de artes marciais, então o coordenador de luta e produtor executivo Stephen Fung organizou um campo de luta para os atores, junto com o veterano coreógrafo de Hong Kong Ku Huen-chiu. Antes de Daniel Wu entrar na série como Sunny, Gough e Millar levaram quatro meses para encontrar um ator para interpretá-lo. Eles viram dezenas de atores dos Estados Unidos, Europa, Ásia e Austrália. A maioria sabia fazer artes marciais e alguns podiam atuar, mas muito poucos sabiam fazer as duas coisas. Wu começou sua carreira em projetos de artes marciais, mas se afastou do gênero e estava procurando por um "último hurra" antes de ficar velho demais para as cenas de lutas necessárias. Wu inicialmente relutou em aceitar o papel devido ao esforço físico envolvido. "Eu tinha 40 anos quando comecei a série e não tinha certeza se meu corpo aguentaria", disse Wu. Ele acrescentou que estava se mantendo em forma, mas precisava intensificar seu treinamento para se preparar para o papel.

## Recepção

### Resposta da crítica
A primeira temporada recebeu críticas mistas dos críticos. O site agregador de resenhas Rotten Tomatoes relatou uma taxa de aprovação de 54% com uma classificação média de 4,72/10 com base em 39 avaliações. O consenso crítico do site diz: "Into the Badlands é carregado com um potencial desequilibrado que deixou em grande parte insatisfeito - embora suas sequências de ação bem coreografadas devam satisfazer os fãs de artes marciais". O Metacritic, que usa uma média ponderada, atribuiu uma pontuação de 54 em 100 com base em 29 críticos, indicando "críticas mistas ou médias".
A segunda temporada recebeu críticas positivas dos críticos. O Rotten Tomatoes relata um índice de aprovação de 100% com uma classificação média de 7,53/10 com base em 6 avaliações. A terceira temporada também recebeu críticas favoráveis. O Rotten Tomatoes relata uma aprovação de 88% com base em 8 revisões.
Tim Goodman, do The Hollywood Reporter, deu uma crítica geralmente positiva e escreveu: "A AMC encontra uma contrapartida não-zumbi sangrenta e divertida de The Walking Dead e transforma os domingos em uma zona vermelha escapista".

As cenas de ação espalhadas por Into the Badlands não são apenas apresentadas de forma emocionante, elas representam um teste passado com cores voadoras e sangrentas. Esta eficiente série da AMC é uma homenagem aos filmes clássicos de Samurai e à ação cinética produzida por maestros de punhos furiosos de Hong Kong, e se o drama de TV não atendesse aos padrões estabelecidos pelos exemplos mais robustos desses gêneros, teria parecido supérfluo no melhor. Felizmente, a estrela Daniel Wu está mais do que à altura da tarefa de ocupar o centro desta história simplificada de vingança, tirania e chutes circulares.

### Audiência
O gráfico a seguir indica o número de telespectadores da exibição nos Estados Unidos:
| Temporada | Temporada | Ep. 1 | Ep. 2 | Ep. 3 | Ep. 4 | Ep. 5 | Ep. 6 | Ep. 7 | Ep. 8 | Ep. 9 | Ep. 10 | Ep. 11 | Ep. 12 | Ep. 13 | Ep. 14 | Ep. 15 | Ep. 16 | Audiência |
| --------- | --------- | ----- | ----- | ----- | ----- | ----- | ----- | ----- | ----- | ----- | ------ | ------ | ------ | ------ | ------ | ------ | ------ | --------- |
|           | 1         | 6.39  | 4.83  | 5.17  | 2.42  | 2.41  | 2.16  | N/A   | N/A   | N/A   | N/A    | N/A    | N/A    | N/A    | N/A    | N/A    | N/A    | 3.86      |
|           | 2         | 3.44  | 3.41  | 3.11  | 1.57  | 1.42  | 1.31  | 1.42  | 1.29  | 1.56  | 1.37   | N/A    | N/A    | N/A    | N/A    | N/A    | N/A    | 2.00      |
|           | 3         | 1.35  | 1.27  | 0.97  | 1.20  | 1.08  | 0.92  | 1.06  | 0.89  | 1.25  | 0.59   | 0.61   | 0.41   | 0.40   | 0.65   | 0.50   | 0.46   | 0.85      |